# روبرتو ميشيليتي
روبرتو ميشيليتي (بالإسبانية: Roberto Micheletti Bain)‏ (13 أغسطس 1943 - )، رئيس هندوراس الانتقالي من 28 يونيو 2009، والرئيس السابق لمجلس نوابها. هو عضو في حزب هندوراس الليبرالي.

## خلفية عائلية
كان والد روبروتو هو أومبرتو ميشيلتي، وقد هاجر إلى هندوراس من مقاطعة بيرغامو في إقليم لومبارديا بإيطاليا. والدته هي دوناتلا بن، المولودة في إل برجرسو بالهندوراس.